# Уеда Акінарі
Акінарі Уеда (25 липня 1734, Осака — 8 серпня 1809, Кіото) — середньовічний японський поет, письменник, вчений періоду Едо. Відомий також як Уеда Сюсей.

## Життєпис
Походив з простолюдинів. Його батько невідомий, а матір була повією. Народився в Осаці 1734 року. У віці 4 років було всиновлено багатим торговцем олією, який надав йому гарну освіту — знав китайську мову, класичну китайську та японську літературу. Ще дитиною, Уеда перехворів віспою. Хоча він вижив, пальці на його руках були спотворені хворобою. Уеда вірив, що видужав завдяки богу святилища Касима-Інарі, якому його названі батьки молилися під час хвороби.
У 1760 році Акінарі одружився зі служницею, яка працювала в будинку його названих батьків — Тама Уеяма. 1761 року Уеда успадкував родинні підприємства після смерті названого батька, але не став вдалим торговцем. Коли в його компанії сталася пожежа, він залишив комерційну діяльність і почав вивчати медицину. Його вчитель також залучив Уеду до китайського літературного фольклору. У 1776 році Уеда розпочав медичну практику. Того ж року виходить його перша велика збірка оповідань «Місяць в тумані».
1788 року залишає лікарську практику й зосереджує увагу на літературній діяльності. Брав участь в діяльності філософської школи кокуґаку, яке протиставляло китайським, неоконфуціанской і буддистським текстам самобутність японської культури та історії. У колі однодумців Уеда зайняв досить незалежну позицію, енергійно полемізуючи з Мотоорі Норінага, провідним вченим школи.
Через кілька років після смерті дружини в 1798 році у Уеди наступила тимчасова сліпота. І хоча його ліве око через деякий час знову став бачити, письменнику довелося диктувати свої твори для запису. Останні роки пройшли в поневіряннях і бідності. Акінарі Уеда помер в 1809 році в Кіото

## Творчість
З доробку ранньої творчості Уеда присутньо декілька гумористичних історій в жанрі укійо-дзосі, що у збірки «Мавпи світу з вухами для мистецтв» (1766 рік) і «Звичаї бувалих утриманок» (1767 рік). Протягом усього життя він вірив в надприродне; мабуть, це відбилося і в творах письменника, в тому числі в найвідомішою його роботі — збірці оповідань про духів і привидів «Місяць у тумані» (1776 рік). Цей твір поставив Акінарі Уеда поруч з видатними письменниками жанру йоміхон. Його розглядають як один з проявів японської фантастики.
Мову Акінарі Уеди порівнюють з кращими зразками класичної японської прози. Основна спрямованість творчості Уеда — оспівування чеснот, осуд пороку і суспільного зла відповідно до вчення сінґаку, яке проповідувало рівність усіх станів і в той же час наказувало кожному з них жити згідно зі своїм соціальним станом.
Близько 1802 року завершив перші два оповідання зі збірки «Оповідання про весняний дощ». На відміну від «Місяця в тумані», в цій збірці не використовується тема надприродного, а розповіді істотно розрізняються за розміром. Завершив її 1809 року, напередодні своєї смерті (повністю було опубліковано у 1907 році)
Уеда Акінарібув також поетом-вака, складав танка і хайку. Перші хайку опублікував 1755 року.